# 玉生駅
玉生駅（たまにゅうえき）は、かつて栃木県塩谷郡塩谷村（現・塩谷町）玉生にあった東武鉄道矢板線の駅（廃駅）である。

## 歴史
- 1929年（昭和4年）10月22日：下野電気鉄道天頂 - 矢板間延伸に伴い開業[1][2]。
- 1943年（昭和18年）5月1日：下野電気鉄道買収に伴い、東武鉄道矢板線の駅となる[2]。
- 1959年（昭和34年）7月1日：矢板線の廃線に伴い廃止[2]。

## 駅構造
単式および島式ホーム?面?線の地上駅であった。

## 乗客・貨物の推移
| 年度 | 乗車人員 | 降車人員 | 貨物発送トン | 貨物到着トン |
| ---- | -------- | -------- | ------------ | ------------ |
| 1933 | 10,112   | 9,971    | 1,130        | 3,617        |
| 1934 | 13,346   | 12,287   | 720          | 446          |
| 1936 | 13,680   | 13,198   | 1,143        | 644          |
| 1937 | 20,502   | 20,060   | 1,705        | 748          |
| 1938 | 23,005   | 22,635   | 1,114        | 935          |

- 『栃木県統計書』各年度版

## 駅周辺
- 塩谷村（現・塩谷町）役場
- 玉生集落
- 栃木県道63号藤原宇都宮線（日光北街道）
- 塩谷村立（現・塩谷町立）玉生小学校
- 製材所
- 国道461号

## 隣の駅
東武鉄道
矢板線
芦場駅 - 玉生駅 - 柄堀駅